# Garvonesa
La garvonesa ou chamusca est une race bovine élevée au Portugal. 

## Origine
Elle provient de l'Alentejo, au centre du Portugal. Elle est très proche de la race alentejana et partage avec elle une appartenance au rameau rouge. Elle fut même un temps considérée comme une variante de l'alentejana, avant qu'elle ne soit reconnue comme race et puisse ouvrir un registre généalogique. Son nom provient de la paroisse de Garvão dans la municipalité d'Ourique. Une foire s'y tenait où étaient vendus des animaux réputés pour leur robustesse et leur force de travail.
Elle pourrait provenir d'un métissage de l'alentejana avec l'algarvia, race quasi disparue et non répertoriée.
La garvonesa, utilisée pour sa force de travail, a été abandonnée en race pure, absorbée par des métissages non planifiés. En 1994, les animaux pure race sont très rares lorsque le parc naturel  du sud-ouest de l'Alentejo et Costa Vicentina (PNSACV) et la délégation de l'Institut de conservation de la nature (ICN) ont mis en place un plan de préservation de la race au nom du patrimoine génétique et de l'amélioration de l'élevage extensif local grâce à sa capacité à résister aux pires conditions climatiques. Ce plan a commencé par un recensement des animaux, puis la création d'une association des éleveurs. Les effectifs de 145 têtes en 2004, ont atteint un millier de bovins en 2013 et un programme de préservation a été mis en place. Les animaux sont dispersés sur huit élevages dont deux de grande taille, mais le danger reste la consanguinité, les animaux descendant tous du dernier élevage restant en 1980.

## Morphologie
La vache porte une robe châtain acajou avec la tête et les pattes brun sombre, presque noir et le dessus du dos un peu plus clair. Les taureaux sont couleur chocolat brûlé, presque noir. Les muqueuses, mufle, tour des yeux... sont rosés.
Les cornes sont longes en forme de lyre ouverte, blanches à pointe noire. Les animaux ont une bonne corpulence pour des pattes relativement courtes. 

## Aptitudes
Les garvonesas ont longtemps du leur réputation flatteuse à leur capacité à travailler en dépit de conditions climatiques difficiles.
Avec la mécanisation des campagnes, la garvonesa, comme ses consœurs portugaises de travail, a été reconvertie en race bouchère.

## Sources